# Jean-Louis Baudry
Pour les articles homonymes, voir Baudry.
Jean-Louis Baudry, né le 2 mars 1930 à Paris 14e et mort le 3 octobre 2015 à Paris 15e, est un écrivain et essayiste français. Il a participé à la rédaction de la revue Tel quel. 

## Biographie

### Jeunesse et formation
Jean-Louis Baudry est le dernier enfant d’une fratrie de quatre. Mais ses deux frères aînés meurent très tôt : le premier à sept mois de la coqueluche et le second à la naissance. Ses parents divorcent quand il a deux ans, il vit donc alternativement chez son père et sa mère avec sa sœur aînée.
Il fait ses études au lycée Henri IV. Grâce aux relations de son père, il fait la connaissance de Jean-René Huguenin et de Jean-Edern Hallier. Ces deux rencontres adolescentes le font évoluer parmi les écrivains de la revue Écrire.  
Parallèlement, il commence à écrire à 17 ans. Il décide néanmoins de poursuivre ses études et de trouver un métier qui lui laisserait le temps d’écrire. Il fait des études de médecine. Après son service militaire et ses études à la faculté de médecine, Jean-Louis Baudry se rapproche des fondateurs de la revue Tel quel.

### Débuts en tant qu'écrivain
En 1960, Jean-Louis Baudry soumet le texte de son premier roman à François-Régis Bastide, écrivain et éditeur au Seuil. En vingt-quatre heures, le manuscrit est accepté et le contrat établi. Le pressentiment est publié au Seuil en 1962 et très bien reçu par la critique.
La même année, il rejoint le comité de Tel Quel.

### Les annéesTel quel
Avant son entrée au comité de la revue, Jean-Louis Baudry y publie quelques textes, notamment l’étude du thème du miroir dans l’œuvre de son ami Jean-Edern Hallier. Son intégration à la fin de l’année 1962 officialise sa proximité et sa collaboration à la revue.
Selon Philippe Forest, le roman Les Images, publié dans la nouvelle collection Tel quel « est tourné moins vers le passé du « nouveau roman » que vers l’avenir de Tel quel ».
Soutiens d'Alain Robbe-Grillet, les jeunes écrivains se voient comme la seconde génération du Nouveau Roman. Tel quel se présente alors comme la revue d’une littérature de recherche et elle amène le nouveau roman vers une seconde étape : les écrivains développent à la fois la notion de « réalisme objectif » et de « réalisme subjectif ». Les romans de Jean-Louis Baudry se placent du côté du réalisme subjectif. Il s’agit de « peindre un réel qu’une conscience, proliférante, investit de toutes parts, anime, charge d’un sens qui n’est pas celui de la classique psychologie mais expérience des limites mêmes de l’être. »
En ce sens, Les images changent totalement de registre par rapport à Le pressentiment. Jean-Louis Baudry le décrit lui-même comme une « chanson de geste de la conscience ». Alors que sa première œuvre est construite de manière très classique, la deuxième se place de fait dans une recherche littéraire qu’il continue dans la suite de ses écrits.
En 1967, dans le trente et unième numéro de la revue Tel quel, il publie l’essai « Écriture, fiction, idéologie ». Selon Philippe Forest, son influence romanesque, à ce moment-là, équivaut à celle de Philippe Sollers. Jean-Louis Baudry définit dans cet essai les principes de l’écriture textuelle et il y analyse ses enjeux. Le roman Personnes, qui paraît la même année, est lieu de l’écriture textuelle où les personnages éclatent et s’effacent. Une question de l’écriture qu’il pose encore, en 1971, dans le roman La « Création », où le lecteur assiste au cours de sa lecture à la création même du texte. Le livre est construit sous la forme d’une parole qui se cherche, en restant toujours imparfaite.
Durant les années au sein de la revue, Jean-Louis Baudry interroge l’écriture elle-même. Dans des entretiens postérieurs à sa sortie du comité de la revue, il estime s’être trouvé en tant qu’écrivain seulement une fois sorti du groupe.

### Le renouveau
La rupture avec les membres de Tel quel conclut des années houleuses. Après plusieurs différends au sein de la revue, notamment entre Philippe Sollers et Jean-Edern Hallier, Jean-Louis Baudry quitte le comité.
Ce roman[Quoi ?] renoue avec le personnage et introduit par son mode de narration une réflexion sur la création romanesque. Un renouveau qui se confirme dans les deux publications suivantes : Clémence et l’hypothèse de la beauté en 1996 et À celle qui n’a pas de nom en 2000. Dans ce dernier, les personnages Hélène et Serge évoquent leur souvenir. Un moyen pour Jean-Louis Baudry de renouer avec un souvenir d’enfance : pendant la Seconde Guerre mondiale, il assiste alors qu’il allait suivre un cours de latin, à l’arrestation de son professeur, juif, par la Gestapo. Un événement qui a pour lui une importance considérable dans sa perception et son rapport au monde.
Jean-Rémi Barland qualifie le roman de « texte gigogne scrupuleusement écrit, où on se penche beaucoup sur le pouvoir ensorceleur de la littérature ».

### L’écriture, entre mémoire et réparation
Dans son entretien avec Mathieu Bénézet, Jean-Louis Baudry évoque sa vision de l’écriture. A la question pourquoi écrire, il répond que l’écriture a une fonction de réparation : « lorsqu'on écrit, si difficile parfois que cela soit, on reçoit une grâce imméritée. Chaque fois que nous prenons la plume, il nous est accordé le don d'une pensée que nous ne savions pas avoir, l'exercice d'une langue que nous ne savions pas posséder. » 
Une fonction qui va de pair avec celle de la mémoire. Le dernier roman paru de Jean-Louis Baudry est un travail d’écriture mené sur plus de dix ans. Les corps vulnérables retrace la vie de la femme aimée à travers les souvenirs de l’auteur, ses carnets et notes qu’il relit. De nouveau dans une vision proustienne de l’écriture, Jean-Louis Baudry fait le deuil de cette personne au travers de l’écriture d’un roman de plus de mille pages : « j'écris pour rappeler une personne qui est morte, pour en prolonger en moi la survie, et en même temps que j'écris, il se trouve que les fragments de mémoire qui me sont de la sorte accordés m'apportent de la joie. Vous voyez l'extraordinaire complexité et la contradiction qu'il peut y avoir là. J'éprouve la joie très singulière de la sorte de résurrection causée par l'acte d'écrire et en même temps la douleur de me voir privé de ce que je suis heureux de retrouver. »

## Œuvre

### Romans
- Le pressentiment, Le Seuil, 1962
- Les images, Le Seuil, 1963
- Personnes, Le Seuil, 1967
- La « Création », Le Seuil, 1970
- Personnages dans un rideau, Le Seuil, 1991
- Clémence et l’hypothèse de la beauté, Le Seuil, 1996
- À celle qui n’a pas de nom, Le Seuil, 2000
- Les corps vulnérables, L’Atelier contemporain, 2017 (publication posthume)

### Essais
- L’Effet cinéma, édition Albatros, 1976
- Proust, Freud et l’autre, Les Éditions de Minuit, 1984
- La main d’un ange dans la fente du sarcophage, Comp'Act, 1999
- L’âge de la lecture, Gallimard, 2000
- Nos plus belles idées, Presses universitaires de Vincennes, 2004
- Le texte de Rimbaud, Édition Cécile Defaut, 2010
- L’enfant aux cerises, L’Atelier contemporain, 2016

### Livres d'artistes
- Épreuves, Édition de la Balance, 1966
- Liriope, Édition Génération plus, 1975
- Les Affinités du corps, Le Limitrope, 1983